# ROFL
ROFL é o acrónimo de roll on floor laughing, algo como "Ri até cair no chão". É frequentemente utilizado em anglófonos em fóruns, listas de discussão, jogos on-line, MMORPGs, salas de IRC e outros programas de chat online